# Pier Giorgio Licheri
Pier Giorgio Licheri (Firenze, 26 maggio 1936) è un politico italiano.

## Biografia
Esponente della Democrazia Cristiana, è stato deputato dal 1976 al 1979; successivamente diventa consigliere alla provincia di Lucca, di cui ricopre anche l'incarico di presidente dal 29 gennaio 1993 all'11 gennaio 1994.
Nel 1994, allo scioglimento della DC, aderisce al Partito Popolare Italiano.
Nel 2007 si è presentato alle elezioni amministrative del comune Lucca con una propria lista civica, denominata Libero Incontro, che ottenne lo 0,67% dei voti.
È presidente del Coordinamento Enti e Associazioni di Volontariato Penitenziario.